# Pogrodzie
Pogrodzie – wieś w Polsce na Wysoczyźnie Elbląskiej w województwie warmińsko-mazurskim, w powiecie elbląskim, w gminie Tolkmicko przy skrzyżowaniu drogi wojewódzkiej nr 503 z drogą wojewódzką nr 504. Wieś jest siedzibą sołectwa, w skład którego wchodzi także miejscowość Wodynia.
Kościół w Pogrodziu wybudowano w drugiej połowie XIV w. Obecny neogotycki kościół wysławiony został w 1885 na miejscu starego w latach 1778–1789. Z dawnego wyposażenia kościoła zachowały się : ambona z 1650 r., dwie XVII-wieczne rzeźby i m.in. obraz św. Mikołaja pędzla Józefa Korzeniewskiego.
Pogrodzie graniczy z Parkiem Krajobrazowym Wysoczyzny Elbląskiej. Do roku 1945 miejscowość nosiła niemiecką nazwę Neukirch-Höhe, po II wojnie światowej Koniuszkowo. Nazwa Pogrodzie została nadana w 1954. W pustej wsi w 1945 roku osiedlił się oddział Armii Krajowej pod dowództwem pułkownika Bolesława Nieczui – Ostrowskiego, co przyczyniło się do rozkwitu gospodarczego i kulturalnego miejscowości. W krótkim okresie powstały w Pogrodziu m.in. placówka służby zdrowia, izba porodowa, Ochotnicza Straż Pożarna, poczta, szkoła, biblioteka, świetlica wiejska, spółdzielnia rolnicza, zakład krawiecki, Koło Gospodyń Wiejskich oraz zespół śpiewaczy „Pogrodzianki”.
W latach 1954-1972 wieś była siedzibą gromady Pogrodzie. W latach 1975–1998 miejscowość administracyjnie należała do województwa elbląskiego.